# أرت باس
أرت باس (بالإنجليزية: Art Buss)‏ هو لاعب كرة قدم أمريكية أمريكي، ولد في 14 يوليو 1911 في سانت جوزيف في الولايات المتحدة، وتوفي في 23 مارس 1998 في تشيلسي في الولايات المتحدة.